# Route nationale 765
Die Route nationale 765, kurz N 765 oder RN 765, war eine französische Nationalstraße, die von 1933 bis 1973 zwischen einer Kreuzung mit der ehemaligen Nationalstraße 156 südöstlich von Blois und Romorantin-Lanthenay verlief. Ihre Länge betrug 36,5 Kilometer.